# ویازوفکا (شهرستان تاتیشلینسکی، باشقیرستان)
ویازوفکا (انگلیسی: Vyazovka, Tatyshlinsky District, Republic of Bashkortostan) یک شهرک در شهرستان تاتیشلینسکی استان باشقیرستان کشور روسیه است.